# Stenice
Steníce (znanstveno ime Heteroptera; iz grških besed hetero - različen in pteron - krilo, dobesedno »raznokrilci«) so podred polkrilcev, v katerega uvrščamo okoli 40.000 danes živečih opisanih vrst. To je zelo raznolika skupina žuželk, katere predstavniki so se prilagodili na mnoga življenjska okolja in izkoriščanje mnogih različnih virov hrane. Med njimi je nekaj vrst, ki so s stališča človeka škodljivci, verjetno najbolj znana pa je posteljna stenica (Cimex lectularius), ki zajeda tudi na človeku, čeprav je prehranjevanje s krvjo med stenicami izjema.

## Telesne značilnosti
V splošnem imajo sploščena telesa s krili, ki jih zlagajo plosko ob telo, sicer pa je med njimi malo podobnosti. Glava nima enotne oblike. Vse stenice imajo dobro razvite sestavljene oči, mnogo njih pa tudi par očesc. Najlaže jih prepoznamo po šivanki podobnem bodalu/sesalu, katerega jedro tvorijo obustne okončine - mandibule in maksile, skrite v gubi dolge ustne (labium, ki ga v tej obliki imenujemo rostrum oz. proboscis). Na konici rostruma so občutljivi kemoreceptorji, z njimi stenice najdejo ustrezno mesto za prehranjevanje. Nato izvlečejo ostre mandibule in maksile ter jih zabodejo v gostitelja. Maksili tvorita dva kanala; po enem žival sesa hrano, skozi drugega pa iztiska slino s prebavnimi encimi. Kadar se ne prehranjujejo, zložijo stenice sesalo pod telo in pogosto sega dlje od baze zadnjega para nog.
Največji del oprsja je predprsje, ščitasti ovratnik (pronotum) pokriva večino oprsja gledano od zgoraj. Poleg sta od zgoraj vidna le še trikotni ščitek (skutelum) in sprednji par kril, sredoprsje in majhno zaprsje pa sta skrita pod temi strukturami. Pri nekaterih stenicah je ščitek zelo velik in pokriva tudi krila, zaradi česar te stenice dajejo videz, da so brez njih. Ime Heteroptera so stenice dobile na račun sprednjega para kril, ki je iz dveh delov: otrdelega na bazi in kožnatega roba. Tako spremenjenim krilom včasih pravimo hemielitre oz. »polpokrovke« (elitre oz. pokrovke so popolnoma otrdela sprednja krila, npr. pri hroščih). Nadaljnja strukturiranost trdega dela je pomembna za določanje stenic. Ožiljenost obeh parov kril je sicer reducirana in zelo slabo vidna. Obstajajo tudi stenice, ki so popolnoma brez kril, ene takih so šuštarji, pri nekaterih vrstah pa poznamo osebke s skrajšanimi krili. Noge so večinoma brez posebnosti, le pri mnogih plenilskih vrstah je sprednji par preobražen za grabljenje plena ali pa so prilagojene za skakanje. Na spodnjem delu oprsja ob strani med drugim in tretjim parom nog je parno izvodilo smradnih žlez, ki izločajo za stenice značilne obrambne spojine. Zaradi močnega, neprijetnega vonja izločkov se je stenic prijelo tudi ime smrdljivke oz. smrdljivci. Kemično je to mešanica hlapnih nasičenih in nenasičenih ogljikovodikov, katere sestava je vrstno specifična, prevladuje pa aldehid heksenal.
Oblika zadka je razmeroma enotna in večinoma brez posebnih struktur kot so cerki, le vodne stenice iz družine vodnih ščipalcev (Nepidae) imajo na koncu dihalno cev. Med skupinami se bistveno razlikuje le število členov, ki so vidni od zgoraj. Značilne za večino vrst stenic pa so smradne žleze, ki imajo izvodila na začetku zadka blizu oprsja in izločajo snovi, ki odvračajo plenilce, poleg tega pa včasih delujejo tudi kot feromoni.
Jajčeca imajo lahko zelo zapleteno oblikovano površino s finimi strukturami za dovajanje zraka in snemljivim pokrovčkom. Imajo nepopolno preobrazbo brez stadija bube, a so lahko ličinke po obarvanosti in obliki presenetljivo različne od odraslih živali, tako da jih v nekaterih primerih ni mogoče enostavno določiti. V zadnjih dveh stadijih se jim pojavijo zasnove za krila. Značilne zanje so še smradne žleze in manj členov tipalnic ter stopalc kot pri odraslih živalih.

## Življenje
Samice stenic največkrat pritrdijo jajčeca na rastlino ali jih potisnejo v tkivo. Samice rastlinojedih vrst izberejo za odlaganje ustrezno rastlinsko vrsto, s katero se prehranjujejo ličinke. Pravkar izlegle ličinke iz iste skupine jajčec se zbirajo v gručo, kar jim daje večjo varnost, poleg tega pa so vodne stenice iz družin Nepidae in Batostomatidae znane tudi po starševski skrbi za zarod. Rastejo z levitvami, po vsaki so bolj podobne odraslim živalim, čeprav so lahko zelo drugače obarvane. Tako kot odrasle živali se prehranjujejo s sesanjem sokov (bodisi rastlinskih, bodisi plena), po navadi iz istega vira. Večinoma se levijo petkrat preden odrastejo.
Rastlinojede vrste imajo v prebavilu simbiontske bakterije, čeprav jim ni treba razgrajevati celuloze. Zato domnevajo, da te bakterije predstavljajo zaščito pred okužbami.
Večinoma se spolna partnerja najdeta s pomočjo feromonov, ki jih izloča samec, pri mnogih vrstah pa komunikacija na krajše razdalje poteka s pomočjo vibracij podlage, največkrat rastlinskega tkiva ali vode. Žival zaniha podlago s tresenjem telesa, vibracije pa se nato po njej prenesejo do sprejemnika, ki jih zazna s pomočjo specializiranih vibracijskih čutilnih receptorjev v nogah. Mnogo stenic ima posebne strukture za produkcijo vibracij in znanih je mnogo vrstno specifičnih napevov, na podlagi katerih se spolna partnerja prepoznata ter najdeta. Najbolje je sporazumevanje z vibracijami opisano pri ščitastih stenicah (družina Pentatomidae).
V območjih z zmernim podnebjem pozimi mirujejo, največkrat kot jajčeca ali odrasle živali, redkeje pa kot ličinke.

## Ekologija
Na račun robustnega obustnega aparata in otrdelega sprednjega para kril, ki ščiti zadnjega, so lahko stenice naselile zelo raznolike habitate in se prilagodile na mnogo različnih vlog v ekosistemu, kar se odraža tudi v številu vrst - tvorijo največji podred znotraj polkrilcev, ki so sami največja skupina žuželk z nepopolno preobrazbo. Večinoma so plenilci, ki napadajo druge členonožce ali rastlinski zajedavci, med njimi pa so tudi vrste, ki se prehranjujejo s krvjo (so zunanji zajedavci na živalih), odmrlim organskim materialom ali mrhovino.
Mrhovinarske stenice so med drugim uspešno poselile vodne habitate in med njimi so ene redkih žuželk, ki živijo v morju. Zelo specifično življenjsko okolje imajo vodni drsalci, ki izkoriščajo površinsko napetost vode za drsanje ali skakanje po gladini.
Glavni obrambni mehanizem proti plenilcem je snov neprijetnega vonja in okusa, ki jo izločajo žleze na bazi zadka večine vrst.

### Pomen za človeka
Večina stenic gospodarsko ni pomembna, so pa med njimi tudi vrste, ki so hudi škodljivci na kulturnih rastlinah. Kozmopolitska zelena smrdljivka (Nezara viridula), ki jo najdemo tudi v slovenskem primorju, je na primer eden od najpomembnejših škodljivcev v nasadih soje v Braziliji, prehranjuje pa se tudi z drugimi vrstami stročnic. Poleg njih lahko težave povzročajo tudi šuštarji, žitne stenice iz rodu Eurygaster in vrste rodu Lygus.
Ob besedi stenica največ ljudi pomisli na posteljno stenico iz družine zajedavskih stenic (Cimicidae), ki se prehranjuje s človeško krvjo in boleče piči. Zaradi izboljšanih higienskih razmer je postala v svetu že redka, vendar lahko še vedno naletimo nanjo.

## Sistematika
Stenice so dolgo časa obravnavali kot samostojen red in šele od razmeroma pred kratkim so uvrščene skupaj s škržati med polkrilce. Iz tega sledi tudi končnica -ptera znanstvenega imena, ki sicer po dogovoru označuje samo redove krilatih žuželk, a se zaradi tradicije še vedno uporablja.
Klasifikacija stenic in njihov taksonomski rang sicer še nista natančno določena. Fosilni, morfološki in genetski znaki kažejo, da so monofiletska skupina, v glavnem jih združuje prisotnost smradnih žlez. Z okoli 80 družinami so največji klad znotraj polkrilcev. Pojavile so se v začetku triasa in so med najstarejšimi še živečimi skupinami žuželk.

### Stenice v Sloveniji
Za Slovenijo je znanih okoli 600 vrst stenic, glede na podatke iz sosednjih držav in stanje raziskanosti pa ocenjujejo, da je dejansko število precej večje. Stenice je v Sloveniji preučeval že Scopoli in nekaj vrst po primerkih iz teh krajev tudi opisal. Obsežnejše delo na tem področju sta opravila Ferdinand Jožef Schmidt in Franz Xaver Fieber.